# Station Markocice Przystanek
Station Markocice Przystanek is een spoorwegstation in de Poolse plaats Bogatynia (Markocice).